# كالة
الكالة أو رَنس المناقع نبات من جنس رنس في الفصيلة اللوفيّة ينمو في المواطن الرطبة من المناطق المعتدلة والباردة.

## وصف
إنه نبات عشبي جذموري معمر ينمو في الرخاخ والمناقع والبرك. الأوراق قلبية طويلة الزناد المنتتصب. شمراخه يعلو من ٢٠ إلى ٣٠ سم. شرعانه أبيض الزهر يطول نحو ٧ سم. ثماره عنبية متراكبة متراصة مرجانية اللون.